# Малый Кугунур (Марий Эл)
Малый Кугунур (мар. Изинур) — деревня в Оршанском районе Республики Марий Эл. Входит в состав Марковского сельского поселения.

## География
Находится в северной части республики Марий Эл на расстоянии приблизительно 4 км по прямой на юго-восток от районного центра посёлка Оршанка.

## История
Известна с 1762 года. В 1891 году в деревне Малый Кугунур значился 81 двор и 609 человек. В 1953 году в 195 дворах проживали 680 человек. На 1 января 2005 года в деревне Малый Кугунур отмечены 123 хозяйства. В советское время работали колхозы «У илыш» («Новая жизнь»), имени Коминтерна и совхоз «Прожектор».

## Население
Население составляло 246 человек (мари 88 %) в 2002 году, 225 в 2010.

## Известные уроженцы
Сурская Мария Романовна (1909—1991) — советский врач-терапевт. Главный врач Волжской городской поликлиники (1940―1942), заведующая отделением терапии Волжской городской больницы Марийской АССР (1948―1964). Заслуженный врач РСФСР (1960).